# Botoșani
Botoșani (prononcé Botochagne) est une ville de Moldavie roumaine, chef-lieu du județ de Botoșani. Sa population s'élevait à 106 847 habitants en 2011.

## Géographie
Botoșani est située au nord-est de la Roumanie, entre la plaine de Moldavie et le plateau de Suceava, à une altitude de 170 m.
Limité au nord par le ruisseau Sitna et son affluent Luizoia et à l'est par le ruisseau Dresleuca, le plateau de Botoșani semble suspendu entre deux profondes vallées en pente douce au nord et plus abrupte au sud. La pente générale du plateau est orientée nord-ouest / sud-est, conformément à la pente du réseau hydrographique. La ville couvre 4 135,41 ha, dont 1 910 ha en zone urbaine.

## Histoire
Les recherches archéologiques ont conduit à la découverte d'artefacts préhistoriques remontant aux cultures danubiennes (en), de Starčevo, de Vinča et de Cucuteni-Tripolje. Des pièces de monnaie romaine montrent que les daces et les sarmates commerçaient avec le monde méditerranéen, mais la région de Botoșani n'a jamais fait partie du monde romain. Les habitants du lieu étaient les Carpes, une tribu dace (qui a donné leur nom aux Carpates), entraînée dans les Balkans par la migration des Goths. Ces derniers ont laissé des objets ornementaux dont un trésor constitué de vases et de monnaies d'argent datant du IVe siècle, confisqué par l'Armée rouge et conservé au musée d'Histoire de Moscou. À l'époque pré-féodale, des Slaves (les Tivertses et les Oulitches) et des Alains (les Iasses) s'installent dans la région de Botoșani où est également mentionnée la présence des Volochovènes, une population mi-slave, mi-valaque probablement issue de la culture de Dridu (VIIe – Xe siècles, balkano-danubienne). Des objets en céramique avec des composants techniques du Xe siècle, et typique de l'artisanat de Moldavie du Nord, ont également été retrouvés. Ces populations ont fini par être assimilées par les Moldaves.

Les occupations principalement pastorales des « Valaques » des environs de Botoșani avant la fondation des principautés roumaines sont attestées par la fourniture à la puissance suzeraine, la principauté de Galicie-Volhynie, de denrées agricoles (blé, fromage, cuirs, bois). Mais les invasions mongoles et tatares qui commencent au XIIIe siècle, rendent nécessaire la fortification des bourgs, et dans ce contexte la première mention de la ville de Botoșani se trouve dans la Chronique de Bistrița : 

« Il est écrit dans notre chronique que dans les années 6947 depuis la Création (1439 apr. J.-C.), le 28 novembre, est entrée dans le pays une armée tatare qui a tout pillé et brûlé jusqu'à Botășani. »

Botoșani fait alors partie de la Moldavie (1359-1859). Des voïvodes tels Alexandru cel Bun, Étienne le Grand, Alexandru IV Lăpușneanu, Basile le Loup, et bien d'autres, y séjournent entre leurs campagnes et leurs chasses. Malgré leurs travaux de renforcement des protections, Botoșani a connu beaucoup de tragédies : elle a été pillée et incendiée à plusieurs reprises par les Tatars et les Cosaques, mais elle a pu renaître chaque fois. Elle fut aussi un des théâtres des révolutions de 1821, 1848 et a perdu de nombreux édifices pendant la Seconde Guerre mondiale, lorsqu'elle a été violemment bombardée par les soviétiques de mars à août 1944, et occupée par eux de 1944 à 1958.  
Une communauté juive existait depuis le XIVe siècle. Les membres de cette communauté représentent 51 % de la population totale au début du XXe siècle avant de subir la persécution et extermination des Juifs en Roumanie. 
Comme toute la Roumanie, Botoșani a subi les régimes dictatoriaux carliste, fasciste et communiste de février 1938 à décembre 1989, mais connaît à nouveau la démocratie et renaît économiquement et culturellement depuis la révolution de 1989 et depuis son entrée dans l'Union européenne en 2007.

## Démographie

### Ethnies
Lors du recensement de 2011, 91,33 % s'identifient comme roumains et 1,16 comme roms. Pour 6,95 % de la population l'appartenance ethnique n'est connue.

### Religions
En 2011, la population de la ville est à 89,34 % orthodoxe et à 1,93 % pentecôtiste, alors que pour 7,01 % de la population, l'appartenance religieuse n'est pas connue.

## Politique
| Période                                  | Période  | Identité             | Étiquette | Qualité |
| ---------------------------------------- | -------- | -------------------- | --------- | ------- |
| Les données manquantes sont à compléter. |          |                      |           |         |
|                                          |          | Teodor Ovidiu Crețuş | PSD       |         |
| Les données manquantes sont à compléter. |          |                      |           |         |
| 2016                                     | En cours | Cătălin Flutur       | PNL       |         |

| Parti | Parti                        | Sièges |
| ----- | ---------------------------- | ------ |
|       | Parti social-démocrate (PSD) | 12     |
|       | Parti national libéral (PNL) | 11     |

## Économie
L'économie de la ville de Botoșani réalise 70 % de la production départementale alors que la population ne représente que 25 % des habitants du département.
7 084 entreprises, dans les domaines industriels, commerciaux, les services et l'agriculture sont implantées a Botoșani.
Nombre de salariés :
- 1999 : 40 636
- 2000 : 35 148
- 2001 : 34 988

## Personnalités
- Georges Enesco (1881-1955), compositeur, violoniste et pianiste roumain, est né dans le județ de Botoșani.
- Ștefan Luchian (1868–1917), peintre roumain, célèbre pour ses paysages et ses natures mortes, est né dans le județ de Botoșani.
- Max Blecher (1909-1938), écrivain roumain.
- Georgeta Damian (1976-), quintuple championne olympique d'aviron.
- Sofia Nădejde (1856-1946), autrice.

## Jumelages
La municipalité de Botoșani entretient un accord de coopération économique et culturelle avec :
- Brest (Biélorussie)
- Glodeni (Moldavie)
- Karaman (Turquie)
- Laval (Canada)